# Basarab Panduru
Basarab Nică Panduru (* 11. Juli 1970 in Mârzănești, Kreis Teleorman) ist ein ehemaliger rumänischer Fußballspieler und derzeitiger -trainer. Er bestritt insgesamt 200 Spiele in der rumänischen Divizia A, der portugiesischen Primeira Divisão und der schweizerischen Nationalliga A. Als Nationalspieler nahm er an der Fußball-Weltmeisterschaft 1994 teil. Seit Sommer 2010 ist er ohne Verein.

## Karriere als Spieler

### Vereine
Die Karriere von Panduru begann im Jahr 1987 im Alter von 17 Jahren in der Divizia B bei CSM Reșița. Dort spielte er bis Ende 1990, als ihn der rumänische Spitzenklub Steaua Bukarest in die Divizia A holte. Panduru debütierte am 10. März 1991 im Auswärtsspiel bei FCM Progresul Brăila und konnte sich schon in der Rückrunde 1990/91 einen Stammplatz erkämpfen. Am Saisonende erreichte der Verein ebenso die Vizemeisterschaft wie darauf folgenden Spielzeit. Gleichzeitig konnte er mit seiner Mannschaft im Jahr 1992 den rumänischen Pokal im Finale gegen Politehnica Timișoara gewinnen. Es folgten in den Spielzeiten 1992/93, 1993/94 und 1994/95 drei rumänische Meisterschaften. Auf internationaler Klubebene konnte er mit seiner Mannschaft in diesem Zeitraum in die Gruppenphase der Champions League erreichen.
Im Sommer 1995 verließ Panduru Steaua und wechselte zu Benfica Lissabon nach Portugal. In der Rückrunde der Saison 1995/96 war er an Neuchâtel Xamax aus der schweizerischen Nationalliga A ausgeliehen. In Lissabon konnte er sich auch aufgrund einer langwierigen Verletzung nicht durchsetzen und kam lediglich in der Hälfte der Spiele zum Einsatz. Nach drei Jahren wechselte er im Jahr 1998 zum Ligakonkurrenten FC Porto. Hier kam er in der Hinrunde 1998/99 nur auf sechs Einsätze und wurde im Winter für ein halbes Jahr an den SC Internacional aus dem brasilianischen Porto Alegre ausgeliehen. Nach seiner Rückkehr im Sommer 1999 wechselte er ein zweites Mal innerhalb Portugals zum SC Salgueiros. Auch hier kam er nur selten zum Einsatz und trug damit wenig zum Klassenerhalt 2000 bei. Anschließend beendete er seine Karriere.

### Nationalmannschaft
Panduru bestritt 22 Spiele für die rumänische Fußballnationalmannschaft. Er debütierte am 12. Februar 1992 in einem Freundschaftsspiel gegen Griechenland. Zunächst kam er unter Cornel Dinu nur unregelmäßig zum Einsatz. Erst als sein vorheriger Vereinstrainer Anghel Iordănescu im Sommer 1993 zum Nationaltrainer berufen wurde, wurde Panduru häufiger berufen und zu Beginn des Jahres 1994 eine feste Größe im Nationaltrikot. Im Sommer desselben Jahren gehörte er dem Aufgebot für die Weltmeisterschaft in den USA an. Zu Beginn des Turniers fand er sich zunächst auf der Reservebank wieder und kam lediglich gegen die Schweiz und Schweden zu zwei Kurzeinsätzen.
In der folgenden Qualifikation zur Europameisterschaft 1996 blieb ihm erneut nur die Rolle des Ergänzungsspielers, der zwar zumeist im Kader stand, aber erst in der Schlussphase der jeweiligen Partie eingewechselt wurde. In der ersten Jahreshälfte einschließlich der Europameisterschaft in England blieb Panduru außen vor. Erst bei einem Freundschaftsspiel gegen die Vereinigten Arabischen Emirate am 18. September 1996 kehrte er zurück, ehe er am 14. Dezember 1996 gegen Mazedonien im Rahmen der Qualifikation zur Weltmeisterschaft 1998 sein letztes Länderspiel bestritt.

## Karriere als Trainer
Nach dem Ende seiner aktiven Laufbahn begann Panduru eine Karriere als Fußballtrainer. Im Sommer 2002 wurde als Nachfolger von Ion V. Ionescu Cheftrainer des gerade in die Divizia A aufgestiegenen Politehnica AEK Timișoara. Schon im Oktober wurde er entlassen und durch Stelian Gherman ersetzt. Ein Jahr später wurde er im Oktober 2003 erneut Trainer bei „Poli AEK“, als der Verein nach neun Spieltagen der Saison 2003/04 auf dem 14. Tabellenplatz stand. Die Saison beendete er auf einem Platz im Mittelfeld.
Am 16. Juni 2005 übernahm Panduru erneut einen Aufsteiger. Als Nachfolger von Mircea Rednic beim FC Vaslui legte er mit einem Punkt aus fünf Partien einen Fehlstart in die Saison 2005/06 hin und trat daraufhin am 11. September 2005 zurück, um wiederum durch Rednic ersetzt zu werden. Ende Oktober 2006 kehrte er als Nachfolger von Marin Ion als Cheftrainer von Farul Constanța in die Liga 1 zurück. Er führte den Verein zum Klassenerhalt, ehe er am 10. Juni 2007 durch Constantin Gache abgelöst wurde.
In der Saison 2009/10 war Panduru Generaldirektor seines früheren Klubs Steaua Bukarest. Im Mai 2010 wurde sein Vertrag jedoch aufgelöst. Seitdem ist er ohne Anstellung.

## Erfolge

### Als Spieler
Steaua Bukarest
- Rumänischer Meister: 1993, 1994, 1995
- Rumänischer Pokalsieger: 1992
- Rumänischer Supercupsieger: 1994, 1995

Benfica Lissabon
- Portugiesischer Pokalsieger: 1996

FC Porto
- Portugiesischer Meister: 1999

## Auszeichnungen
Am 25. März 2008 wurde Panduru vom rumänischen Staatspräsidenten Traian Băsescu für die Leistungen in der Nationalmannschaft mit dem Verdienstorden „Meritul sportiv“ III. Klasse ausgezeichnet.

## Sonstiges
Panduru hat eine Tochter und einen Sohn.